# Chiesa di Madonna di Campagna (Verbania)
La chiesa di Madonna di Campagna sorge a Verbania in una zona oggi compresa nella frazione di Pallanza, ma che all'epoca era una zona isolata, vicina ai centri originali di Pallanza e Suna.

## Storia
Nel XIII secolo era la sede di una cappella chiamata Santa Maria de Agro, nella quale era conservato un affresco dedicato alla Madonna del Latte che attirava molti pellegrini. Nei pressi della cappella, nei vicino al fiume San Bernardino, che all'epoca compiva una grande ansa e scorreva molto più vicino alla chiesa che adesso, c'era anche un lazzaretto per i poveri e i malati. La zona era isolata, fuori dal centro abitato posta lungo la strada che portava ad un guado sul fiume San Bernardino posto un paio di chilometri più a monte del fiume.
Nel XVI secolo gli abitanti di Suna decisero di ricostruire la chiesa per trasformarla in santuario. I lavori affidati all'architetto Giovanni Beretta da Brissago, secondo una pietra dell'abside, iniziarono nel 1519 e furono completati nel 1527. La data di inizio costruzione del 1519 contrasta però con quella del permesso del vescovo di demolire la chiesa precedente che risale invece al 1525. Della struttura precedente fu mantenuto solo il campanile, risalente probabilmente al 1075.
Costruita dai Canonici di San Vittore e concessa come prebenda ad uno di essi, venne poi affidata a sacerdoti con cura d'anime. Venne consacrata solo nel 1547, vent'anni dopo il completamento. Nel 1572 il cardinale Giovanni Antonio Serbelloni, nella sua qualità di vescovo di Novara decise che la chiesa dovesse fungere da sede della parrocchia sia di Suna che di Villa di Pallanza e che dovesse essere condivisa dai due parroci. La coabitazione  tra le due comunità divenne presto molto difficile, ma la situazione si trascinò fino al 1822 quando il cardinale Giuseppe Morozzo Della Rocca, anch'esso vescovo di Novara decise di assegnare una chiesa succursale alla parrocchia di Villa di Pallanza e la chiesa di Madonna di Campagna sarebbe rimasta parrocchiale di Suna fino alla costruzione in detta località di un altro edificio.

## Descrizione
Riconosciuta monumento nazionale è una chiesa in stile rinascimentale progettata nella prima metà del XVI secolo da Giovanni Beretta da Brissago in luogo di un preesistente edificio romanico, di cui è rimasto solo il campanile, è stata terminata nel 1527. 
L'interno è suddiviso in tre navate, con un tiburio ottagonale a loggiato. Nella cupola sopravvivono affreschi della metà del XVI secolo di influenza gaudenziana, già assegnati alla bottega valsesiana dei Cavallazzi, mentre le pitture che ornano i pennacchi e le lunette che sovrastano gli archi ai lati del presbiterio, le tre absidi e le campate terminali sono state realizzate da Carlo Urbino e Aurelio Luini a partire dal 1575. 
La cappella dedicata alla Madonna delle Grazie, che ospita un affresco quattrocentesco, è decorata con stucchi e dipinti di Camillo Procaccini (realizzati tra 1594 e 1596). 
Il coro ligneo nell'abside centrale (1580/1582), il pulpito e il ciborio ligneo del fonte battesimale (realizzati intorno al 1584) sono opera dell'intagliatore vigezzino Giovanni Andrea Merzagora. Imponente l'organo di Alessandro Mentasti, costruito nel 1892 e restaurato da Mascioni nel 1990, sopra l'ingresso principale..
L'area di fronte alla chiesa, prima in un luogo agreste, fu destinata fin dagli anni trenta a zona industriale con il complesso che nel dopoguerra divenne Rhodiatoce

## Galleria d'immagini

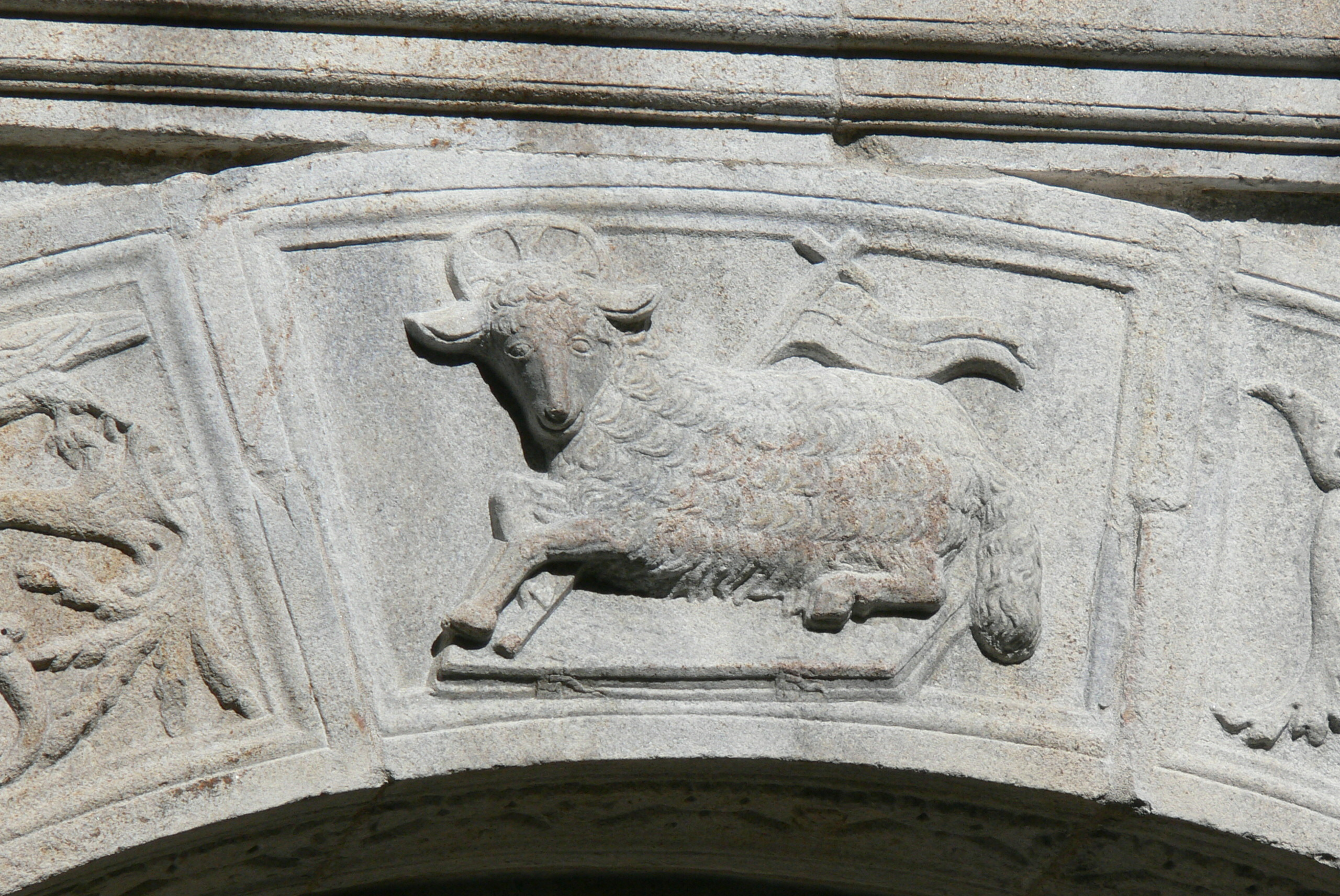
Il portale
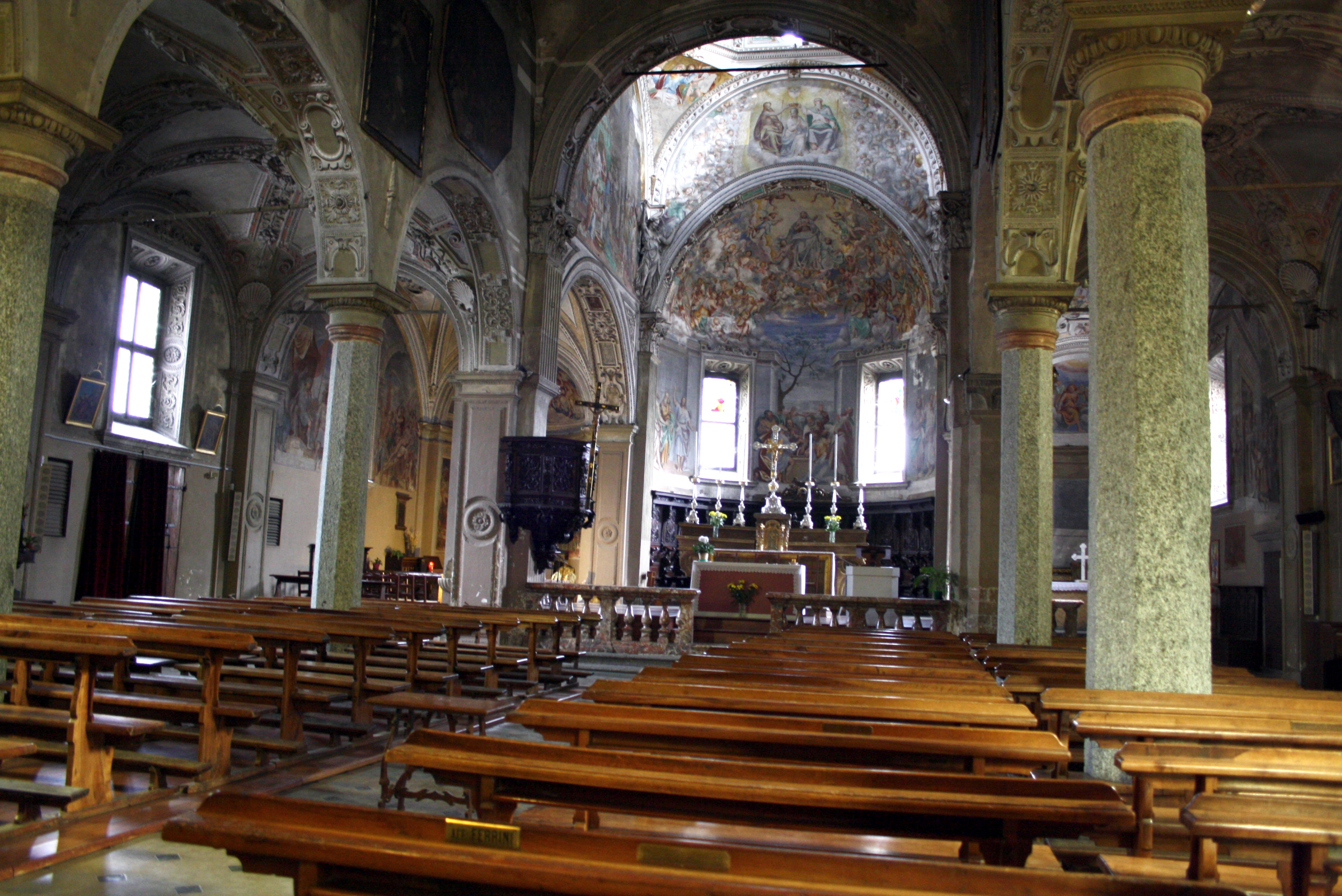
La navata principale
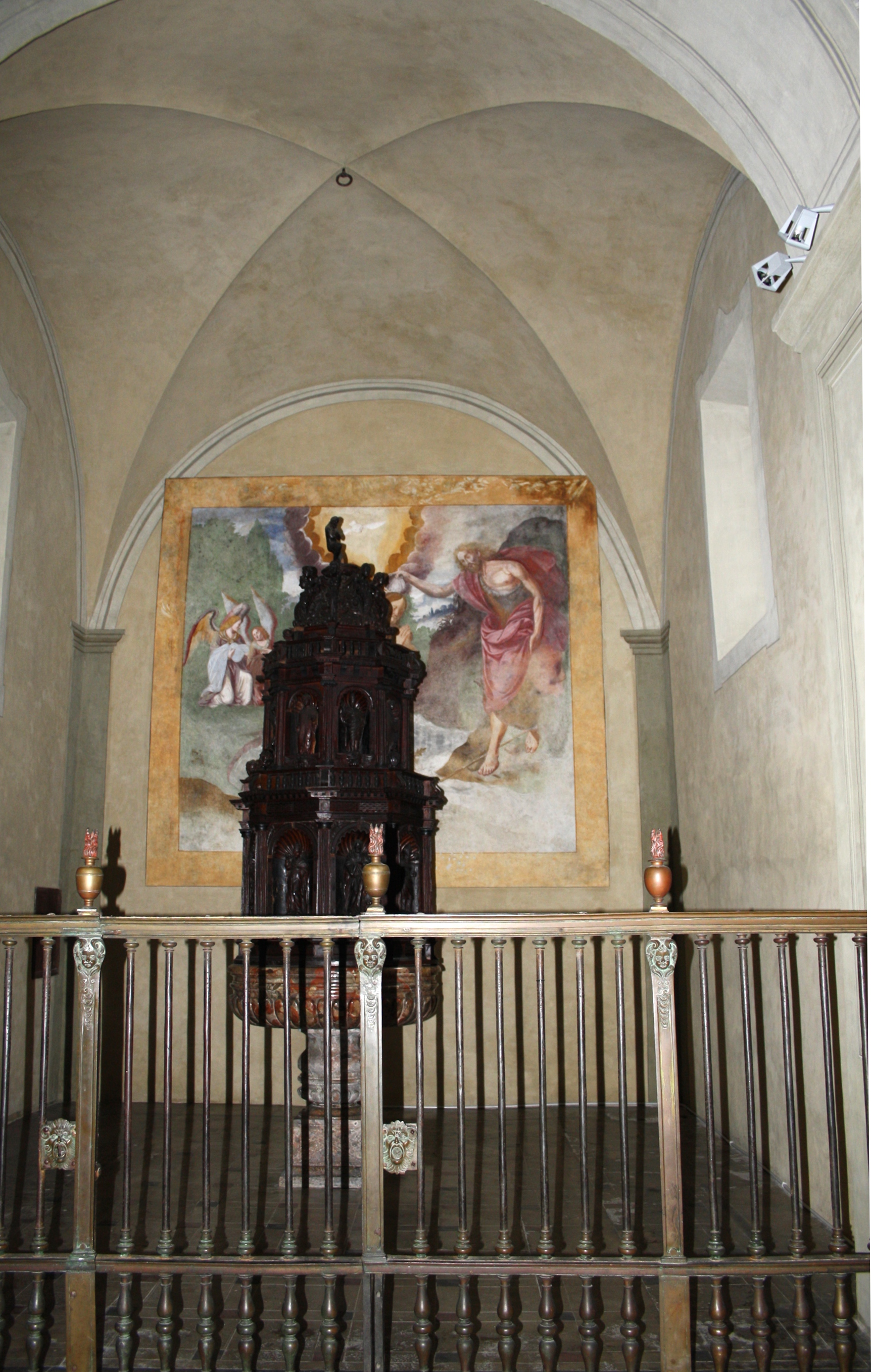
Fonte battesimale
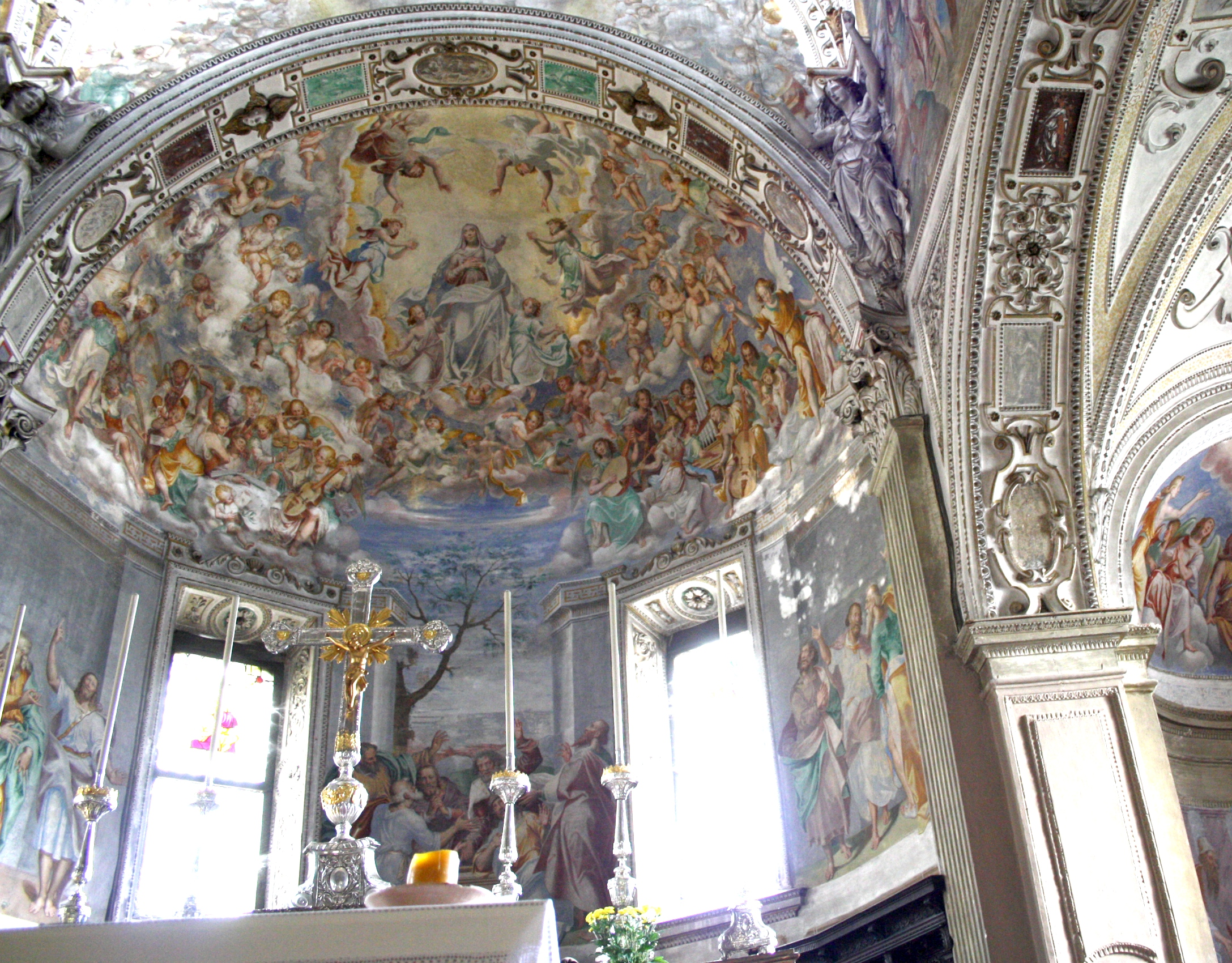
L'abside